# Erik Årsäll
Erik Årsäll (Erik Svensson, Erik van de Goede Oogsten) was een semi-historische koning van Zweden gedurende de laatste decennia van de 11e eeuw en een zoon van de heidense koning Blot-Sven. Net als zijn vader voor hem paste Erik de blots van de tempel van Uppsala toe aangaande zijn heerschappij. Frappant is dat Erik in geen enkele Zweedse of Deense oorspronkelijke bron voorkomt.
De 13e-eeuwse historica Snorri Sturluson schreef in de Heimskringla dat Blot-Sven en Erik afstand van het christelijk geloof hadden genomen en alleen nog heersten in het nog grotendeels heidense Zweden:

Citaat (vertaling van Wikipedia-English): ´´In die tijd waren er vele mensen in alle Zweedse landen die nog heiden waren, en vele waren slechte christenen; daar waren sommige koningen die afstand namen van het christelijk geloof, en de heidense offerrituelen voortzetten, zoals Blot-Sven, en later Erik Årsäll, hebben gedaan.´´
Erik Årsäll was een tijdgenoot van Inge (I) Stenkilsson. Dit suggereert dat Erik de laatste hoge priester (gódi) van de Tempel van Uppsala was en dat hij door Inge (I) de Oudere is afgezet of gedood.
Erik wordt in een aannemelijke bron genoemd als de vader van Sverker de Oudere, wat zou betekenen dat zijn echte naam Kol (of Cornube) geweest moet zijn. Erik Årsäll moet dan een benaming van hem zijn als een ´´koning waar tijdens zijn bewind goede oogsten waren´´.